# Hôpital Bicêtre
El Hôpital Bicêtre está ubicado en Le Kremlin-Bicêtre, una comuna en los suburbios del sur de París, Francia. Se encuentra a 4,5 km (2,8 millas) del centro de París. El Hospital Bicêtre se planeó originalmente como un hospital militar, cuya construcción comenzó en 1634. Con la ayuda de Vicente de Paúl, finalmente se abrió como un orfanato en 1642.
Está afiliado a la Universidad Paris-Saclay.